# فيلهلم لانج
فيلهلم لانج (بالدنماركية: Vilhelm Lange)‏ هو لاعب جمباز فني دنماركي، ولد في 20 ديسمبر 1893 في Ringkøbing ‏ في الدنمارك، وتوفي في 17 نوفمبر 1950 في فريدريكسبرغ في الدنمارك.

## وصلات خارجية
- فيلهلم لانج على موقع أوليمبيديا (الإنجليزية)